# Barege

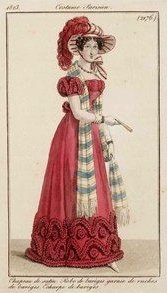
Costume parisien – Die Dame trägt ein Barege-Kleid und einen Schal aus Barege-Stoff, 1823

Barege, auch Barrege, benannt nach Barèges in den französischen Pyrenäen, ist ein halboffener, musselinartiger Stoff, bei dem die Kette aus Wolle, Baumwolle oder Seide ist und der Schuss stets aus  Kammgarn. Man unterscheidet zwischen Wollen-, Baumwollen- oder Seidenbarege.
Der Stoff war vor allem im 19. Jahrhundert populär. Er wird in Romanen von Gustave Flaubert, Victor Hugo und Marcel Proust erwähnt. Der wichtigste Produktionsort war der Nachbarort von Barèges Bagnères-de-Bigorre.